# 梅野源治
梅野 源治（うめの げんじ、1988年12月13日 - ）は、日本の男性総合格闘家、ムエタイ選手。東京都江戸川区出身。PHOENIX所属/BARK in STYLe所属。元ラジャダムナン・スタジアム認定ライト級王者。元WBCムエタイ世界スーパーフェザー級王者。元WPMF世界スーパーフェザー級王者。元M-1フェザー級王者。元WBCムエタイ日本スーパーバンタム級王者。元WPMF日本スーパーバンタム級王者。元WBCムエタイ・インターナショナル・スーパーフェザー級王者。元BOMライト級王者。

## 経歴

### ムエタイ
2007年11月11日、「M-1 FAIRTEX フレッシュマンズ in 大森」でプロデビュー。ヒロアキと対戦し3-0の判定勝ち。
2008年9月7日、「J-FIGHT in SHINJUKU 〜vol.5〜」からリングネームを梅野健太から梅野源治に変更し菅野貴章と対戦。膝蹴りを放った後の出血によりドクターストップがかかりTKO勝ちを収めた。12月21日、タイ・ラジャダムナンスタジアムで開催された「スッグ・ダウルン・チューチャルン・UBC」でミーチョーク・マノップガーンチャーンと対戦し2RKO勝ち。今大会に参加した日本人全員が勝利を収めた。
2009年3月22日、「GO FOR BROKE 〜ROAD TO REAL KING Ⅲ〜」でNJKFランカー美保裕介と対戦し、1RTKO勝ち。
2010年3月21日、「REBELS 2」で藤原あらしを破った元ラジャダムナンスタジアム認定バンタム級王者ノラシン・ギャットプラサーンチャイと対戦しフルラウンド戦いつつも0-3の判定負けを喫し初黒星をつけられた。5月8日、タイ・ルンピニースタジアムで開催された「スッグ・フェアテックス」でヨートンヨット・ゲットシリパットと対戦しTKO勝ち。7月19日、「REBELS 3」のWPMF日本スーパーバンタム級王者決定戦で裕・センチャイジムと対戦し3-0の判定勝ちを収め初代王座に就いた。9月26日、国崇が返上したWBCムエタイ日本スーパーバンタム級王座決定戦を行う予定だったが日本人の相手がおらず、梅野が勝った場合のみ王者として認定される認定戦が行われた。海外から選出されたエッガラートと対戦し3-0の判定勝ちを収め第2代王座に就いた。11月14日、日本人の対戦相手がいない事からフェザー級に転向。M-1フェザー級王座決定戦でコムパヤック・ウィラサクレックと対戦し2-1の判定勝ちを収め第2代王座に就いた。
2011年7月18日、REBELS.8 & IT’S SHOWTIME JAPAN countdown-1でラジャダムナンスタジアムの現役ランカーカイチョン・シット・タームサブと対戦し、3RKO勝ちを収めた。9月11日、M-1 FAIRTEX ムエタイチャレンジでルンピニースタジアムの現役ランカーであり08年ムエタイMVPに輝いているウティデート・ルークプラパートと対戦し、4RKO勝ちを収めた。この勝利により日本人初のルンピニースタジアムフェザー級ランキング入りを果たす。9月11日、WPMF世界スーパーフェザー級タイトルマッチで王者デッカモン・ヒマライジムと対戦し、1RKO勝ちを収め新王座に就いた。12月22日、2011藤原祭でWPMF日本フェザー級王者森井洋介と対戦し、2Rにダウンを奪うなどして大差判定勝ちを収めた。
2012年10月14日、K−1 WORLD GP FINAL 16で、チャンヒョン・リー(韓国／Moovi Gym)と対戦し、3-0(28-29、28-29、28-29)の判定負け。
2014年11月15日、WBCムエタイ世界スーパーフェザー級タイトルマッチでジョムピチット・チュワタナと対戦し、3-0で判定勝ちし、新王座に就いた。
2015年4月19日、WPMF JAPAN×REBELS.35のルンピニースタジアム認定スーパーフェザー級タイトルマッチで王者ペットモラコット・ウォー・サンプラパイと対戦し、3-0(三者とも49-48)の判定負け。
2016年10月23日、REBELS.46のラジャダムナン・スタジアム認定ライト級タイトルマッチで王者ヨードレックペット・オー・ピティサックと対戦し、3-0(三者とも49-48)で判定勝ちし、新王座に就いた。

### RIZIN
2021年6月27日、RIZIN初登場となったRIZIN.29でRIZIN KICKワンデートーナメントに出場し皇治と対戦。1Rに皇治の偶発性のバッティングを受けて負傷し、ノーコンテスト。注目のRIZINデビュー戦が僅か43秒で無効試合になったことが話題となった。
2022年3月20日、RIZIN.34で皇治と再戦し0-2の判定負け。判定を聞いた際に立腹し、「ヤバいだろ！」と絶叫した。さらに試合後のインタビューで約23分間に渡り判定への不満を語り続けたことが話題となった。あまりの反響から、梅野は「YAVAY」「23分の衝撃」などと書かれたＴシャツを発売することとなった。
2022年10月23日、RIZIN.39でトレント・ガーダムと肘ありキックルールで対戦し、梅野のカーフキックを受けたガーダムが足を捻って靭帯を負傷したことで、1Rわずか21秒でKO勝ち。梅野が何度も要望を出したことで本人待望の肘打ちが解禁されたルールでの試合だったが、肘打ちを1発も打つことがないまま試合が終わったことが話題となった。
2022年12月31日、RIZIN.40で1階級上の平本蓮と3分2Rボクシングルールのエキシビションマッチを行い、判定無しの引き分け。梅野が試合までに目当てのボクシングシューズを手に入れられず、妻の買ってきた反発性の強いAIR MAXを履いて、上手くステップを踏めない不利な状態で戦っていたことが話題となった。
2023年6月24日、RIZIN.43で鈴木宙樹とムエタイルールで対戦したが、飛び膝蹴りを受けて2R KO負けを喫した。本人待望のムエタイルールでの試合ゆえ、試合前に「"爆肘"を見せる」と宣言していたが、逆に"爆膝"を浴びせられたことが話題となった。
2023年10月1日、RIZIN LANDMARK 6でK-1選手の斎藤祐斗とムエタイルールで対戦し、判定2-0で勝利するが、試合がケージで行われることを対戦カード発表会見で初めて知ったり、試合内容について様々な意見が出たことが話題となった。
2024年5月、会見で6月の魚井フルスイング戦後に、今後は総合格闘技にも挑戦することを発表した。なお、梅野は4月1日に「総合格闘技に挑戦します！」とTwitterで宣言しており、その際にはエイプリルフールネタと間違われて多くのファンにスルーされていたが、本当に挑戦する予定だったことが話題となった。
2024年6月9日、RIZIN.47にてオープンフィンガーグローブ着用の肘ありRIZINキックボクシングルールで魚井フルスイングと対戦し、判定3-0で勝利。1Rと2Rに肘打ちでダウンを奪った直後に肘を当てたアピールを行い、試合後インタビューでも「ヤヴァかっただろ…？やっとヒジが見せられたな」と話したが、対戦相手に肘だけでなく頭も当たっていたことが話題となった。
2024年6月30日、格闘技ファン層の拡大のため『笑っていいとも』『SMAP×SMAP』『水曜日のダウンタウン』など人気テレビ番組を手掛ける有名放送作家を付けて一般層向けに公開されたRIZIN公式YouTubeチャンネルの新番組『世界の果てまで行ってRIZIN ～格闘冒険バラエティ～』の第1回企画で、タイの老舗団体『FMD』に参戦。 FMD 10周年記念大会でラジャダムナンスタジアムのムエタイランカー、ノンロス・バーンジャロンスックとラウンドごとにルールが変わる変則ルールで対戦し、互角の展開となるも謎の判定基準により0-3の判定負け。エキシビションマッチなので勝敗は付かなかった。タイではこの試合の動画がInstagramにて数日で5000万回以上再生される騒ぎとなった（その後1ヶ月で約7000万再生）。また、ルールも対戦相手も直前まで発表しない主催者FMDの奇抜な大会運営と無茶振りに対応した梅野のプロフェッショナルな姿勢と頑張りが話題となった。
2024年12月31日、RIZIN10度目の大晦日記念大会RIZIN DECADEで総合格闘技デビュー戦を行い、元K-1・RISE2冠王者の大雅と対戦し、判定3-0でデビュー戦勝利を収めた。両者とも立ち技出身のため、試合前にはスタンドでの展開が多いという声が多かったが、梅野自らテイクダウンを仕掛け、サブミッションを狙うなどグラウンドの展開も見られたことが話題となった。

## 人物
- キャリアを重ねてムエタイ界のトップ選手となったが、格闘技を始めた頃は、「最初、ムエタイじゃなくて総合格闘技をやりたかった。」と話している。「理由は簡単で、総合格闘家が生物として一番強いから。」「喧嘩でも一番使えるのが総合格闘技だから」という理由から。そのため最初は総合格闘技のジムに入る予定だったが、最終的に格闘技をやっていた仲の良い友人に「梅野はボクシングとムエタイが合いそうだ」と勧められ、手しか使えないボクシングよりも足が使えて肘打ちや蹴りもできるムエタイの方に魅力を感じたことで、そこからムエタイ王者を目指すこととなった[22][23]。
- 2人組のガールズ・ラップユニットの『hy4_4yh（ハイパーヨーヨ）』と仲が良い。

## 戦績

### プロ総合格闘技
| 総合格闘技 戦績 | 総合格闘技 戦績 | 総合格闘技 戦績 | 総合格闘技 戦績 | 総合格闘技 戦績 | 総合格闘技 戦績 | 総合格闘技 戦績 |
| --------------- | --------------- | --------------- | --------------- | --------------- | --------------- | --------------- |
| 1 試合          | (T)KO           | 一本            | 判定            | その他          | 引き分け        | 無効試合        |
| 1 勝            | 0               | 0               | 1               | 0               | 0               | 0               |
| 0 敗            | 0               | 0               | 0               | 0               | 0               | 0               |

| 勝敗 | 対戦相手 | 試合結果          | 大会名   | 開催年月日     |
|      | 芦澤竜誠 | 試合前            | RIZIN.51 | 2025年9月28日  |
| ○    | 大雅     | 5分3R終了 判定3-0 | RIZIN.49 | 2024年12月31日 |

### ムエタイ・キックボクシング
| キックボクシング 戦績 | キックボクシング 戦績 | キックボクシング 戦績 | キックボクシング 戦績 | キックボクシング 戦績 | キックボクシング 戦績 | キックボクシング 戦績 |
| --------------------- | --------------------- | --------------------- | --------------------- | --------------------- | --------------------- | --------------------- |
| 74 試合               | (T)KO                 | 判定                  | その他                | 引き分け              | 無効試合              |                       |
| 53 勝                 | 23                    | 30                    | 0                     | 4                     | 1                     |                       |
| 16 敗                 | 5                     | 11                    | 0                     | 4                     | 1                     |                       |

| 勝敗 | 対戦相手                                     | 試合結果                                            | 大会名 | 開催年月日     |
| ○    | 魚井フルスイング                             | 3R終了 判定3-0                                      | RIZIN.47 | 2024年6月9日   |
| ○    | 斎藤祐斗                                     | 3R終了 判定2-0                                      | RIZIN LANDMARK 6 | 2023年10月1日  |
| ×    | 鈴木宙樹                                     | 2R 2:43 KO（飛び膝蹴り）                            | RIZIN.43 | 2023年6月24日  |
| ○    | トレント・ガーダム                           | 1R 0:21 TKO（左カーフキック）                       | RIZIN.39 | 2022年10月23日 |
| ○    | 大谷翔司                                     | 3R 2:57 TKO（右肘打ち）                             | KNOCK OUT 2022 vol.4                                                                                                  | 2022年7月23日  |
| ×    | 皇治                                         | 3R終了 判定0-2                                      | RIZIN.34 | 2022年3月20日  |
| ×    | 大雅                                         | 3R終了 判定0-3                                      | RISE WORLD SERIES 2021 OSAKA2                                                                                         | 2021年11月14日 |
| △    | ロンペット・Y'ZD GYM                         | 5R終了 判定0-1                                      | BOM OUROBOROS | 2021年9月26日  |
| －   | 皇治                                         | 1R 0:43 無効試合（偶発的なバッティング）            | RIZIN.29 【RIZIN KICK ワンナイトトーナメント 1回戦】                                                                  | 2021年6月27日  |
| ○    | キヨソンセン・FLYSKY GYM                     | 5R終了 判定3-0                                      | BOM WAVE 04 【BOMライト級タイトルマッチ】                                                                             | 2021年4月11日  |
| ○    | ノラシン・スペチアーレジム                   | 3R終了 判定3-0                                      | RISE Eldorado 2021 | 2021年2月28日  |
| ×    | キヨソンセン・FLYSKY GYM                     | 5R終了 判定0-3                                      | BOM WAVE 3 | 2020年12月6日  |
| ○    | シラー・Y'ZD                                 | 1R 2:46 TKO（ドクターストップ）                     | BOM 2-6～THE Battle Of Muaythai SEASON II vol.6 【BOMライト級王座決定戦】                                             | 2019年12月8日  |
| ×    | 白鳥大珠                                     | 1R 2:53 KO（左ストレート)                           | RISE WORLD SERIES 2019 Final Round 【RISE WORLD SERIES 2019 -61kg Tournament決勝】                                    | 2019年9月16日  |
| ○    | チャンヒョン・リー                           | 3R終了 判定3-0                                      | RISE WORLD SERIES 2019 Semi Final Round in OSAKA                                                                      | 2019年7月21日  |
| ○    | イ・ギュドン                                 | 2R 2:45 KO（ミドルキック）                          | RISE 132 | 2019年5月19日  |
| ○    | ル・ジュン                                   | 3R終了 判定3-0                                      | RISE WORLD SERIES 1st Round                                                                                           | 2019年3月10日  |
| ○    | ジョン・キハン                               | 5R終了 判定3-0                                      | REBELS.59 | 2018年12月5日  |
| ×    | ギャットペット・ピークマーイレストラン       | 5R終了 判定0-2                                      | REBELS.58 | 2018年10月8日  |
| ○    | ピエトロ・ドウリャ                           | 3R 0:50 TKO（右ヒジ打ち）                           | REBELS.57 | 2018年8月3日   |
| ○    | ピンペット・シットジャーディン               | 5R終了 判定2-0                                      | REBELS.56 | 2018年6月6日   |
| ×    | クラップダム・ソーチョーピャッウータイ       | 4R 0:55 TKO（左ストレート）                         | REBELS.54 【ルンピニースタジアム認定ライト級タイトルマッチ】                                                          | 2018年2月18日  |
| ○    | インディートーン・ポー.ピナブハット          | 4R 0:31 KO（左縦ヒジ）                              | REBELS.53 | 2017年11月24日 |
| ○    | スアレック・ルークカムイ                     | 5R終了 判定3-0                                      | REBELS.52 | 2017年9月6日   |
| ×    | サックモンコン・ソーソンマイ                 | 5R終了 判定0-3                                      | ラジャダムナンスタジアム 【ラジャダムナンスタジアム認定ライト級タイトルマッチ】                                       | 2017年5月17日  |
| ×    | ロートレック・ジャオタライトーン             | 5R終了 判定0-2                                      | KNOCK OUT vol.2 | 2017年4月1日   |
| ○    | ワンマリオ・ゲーオサムリット                 | 5R終了 判定3-0                                      | KNOCK OUT vol.1 | 2017年2月12日  |
| ○    | シリモンコン・PK・センチャイムエタイジム     | 5R終了 判定3-0                                      | KNOCK OUT vol.0 | 2016年12月5日  |
| ○    | ヨードレックペット・オー・ピティサック       | 5R終了 判定3-0                                      | REBELS.46 【ラジャダムナンスタジアム認定ライト級タイトルマッチ】                                                      | 2016年10月23日 |
| ○    | キース・マクラクラン                         | 2R 0:34 TKO（レフェリーストップ）                   | NJKF 2016 6th 【WBCムエタイ世界スーパーフェザー級タイトルマッチ】                                                     | 2016年9月17日  |
| ○    | ヤスユキ                                     | 3R負傷 判定2-0                                      | REBELS,45 | 2016年8月7日   |
| △    | ヨードワンディ・ニッティサムイ               | 5R終了 判定1-0                                      | RIKIX「NO KICK NO LIFE～THE FINAL～」                                                                                 | 2016年6月24日  |
| ○    | チャッチャッイノーイ・ソーチォートイペッリュ | 1R終了 TKO（レフェリーストップ）                    | 蹴拳 31 | 2016年5月1日   |
| △    | スターボーイ・クワイトーンジム               | 5R終了 判定1-0                                      | RIKIX「NO KICK NO LIFE 2016」                                                                                         | 2016年3月12日  |
| ×    | ヨードレックペット・ソー・ピティサック       | 3R KO                                               | ラジャダムナンスタジアム創立記念興行                                                                                  | 2015年12月23日 |
| ○    | ソーンコム・シットナーヨックサンヤー         | 5R終了 判定3-0                                      | REBELS.39 | 2015年10月18日 |
| ×    | セクサン・オー・クワンムアン                 | 5R終了 判定0-3                                      | ラジャダムナンスタジアム                                                                                              | 2015年9月10日  |
| ○    | ペットブーンチュー・ソー・ソンマイ           | 3R 2:13 TKO（右アッパー）                           | ニュージャパンキックボクシング連盟「NJKF 2015 5th」                                                                   | 2015年7月20日  |
| ○    | ムアンタイ・PKセンチャイムエタイジム         | 4R 1:09 TKO（レフェリーストップ）                   | Wanchai＋PK MuayThai Super Fight                                                                                      | 2015年5月10日  |
| ×    | ペットモラコット・ウォー・サンプラパイ       | 5R終了 判定0-3                                      | WPMF JAPAN×REBELS.35 【ルンピニースタジアム認定スーパーフェザー級タイトルマッチ】                                     | 2015年4月19日  |
| ○    | ルンラット・ナーラーティクン                 | 5R終了 判定3-0                                      | RIKIX「NO KICK,NO LIFE 2015」                                                                                         | 2015年2月11日  |
| ○    | ジョムピチット・チュワタナ                   | 5R終了 判定3-0                                      | ニュージャパンキックボクシング連盟「NJKF 2014 8th」 【WBCムエタイ世界スーパーフェザー級王座決定戦】                   | 2014年11月15日 |
| △    | シントンノーイ・ポーティラックン             | 5R終了 判定1-0                                      | M-FIGHT Suk WEERASAKRECK VII                                                                                          | 2014年9月21日  |
| ○    | ステファン・メレディ                         | 5R終了 判定3-0                                      | ニュージャパンキックボクシング連盟「NJKF 2014 3rd」 【WBCムエタイ・インターナショナル・スーパーフェザー級王座決定戦】 | 2014年4月13日  |
| ○    | ポンサネー・シットモンチャイ                 | 4R 0:48 TKO（ドクターストップ：肘打ちによるカット） | RIKIX「NO KICK,NO LIFE 2014」                                                                                         | 2014年2月11日  |
| ○    | ゴンサヤーム・トーピッタックチャイ           | 3R 1:25 KO（右アッパー）                            | M-FIGHT SUK WEERASAKRECK IV 【ルンピニースタジアム認定ランキング査定試合】                                            | 2013年11月17日 |
| ×    | ゲーオ・フェアテックス                       | 2R 1:14 TKO（左ストレート）                         | M-FIGHT SUK WEERASAKRECK III 【ルンピニースタジアム認定ランキング査定試合】                                           | 2013年9月15日  |
| ○    | ルードペット・ポーワラシン                   | 1R 2:01 KO（左ローキック）                          | M-FIGHT SUK WEERASAKRECK II                                                                                           | 2013年6月16日  |
| ○    | チャンヒョン・リー                           | 3R終了 判定3-0                                      | RISE 92 | 2013年3月20日  |
| ○    | キム・スンヨル                               | 3R 1:04 KO（左ミドルキック）                        | RISE 91/M-1MC ～INFINITY.II～                                                                                         | 2013年1月6日   |
| ×    | チャンヒョン・リー                           | 3R終了 判定0-3                                      | K-1 RISING 2012 WORLD GP FINAL 16                                                                                     | 2012年10月14日 |
| ○    | アンカーンレック・エクシデンコンジム         | 2R 2:31 KO（右ストレート）                          | M-1ムエタイチャレンジ Sutt Yod Muaythai Vol.2                                                                         | 2012年6月24日  |
| ○    | ゴンナパー・シリモンコン                     | 5R終了 判定3-0                                      | REBELS.11 | 2012年4月15日  |
| ×    | ゴンナパー・シリモンコン                     | 5R終了 判定0-3                                      | ルンピニースタジアム「スッグペッティンディー」                                                                        | 2012年2月24日  |
| ○    | 森井洋介                                     | 5R終了 判定3-0                                      | 2011藤原祭〜冬の陣〜                                                                                                  | 2011年12月22日 |
| ○    | デッカモン・ヒマライジム                     | 1R 2:39 TKO（右肘打ち）                             | M-1ムエタイチャレンジ RAORAK MUAY FINAL 【WPMF世界スーパーフェザー級タイトルマッチ】                                  | 2011年11月13日 |
| ○    | ウティデート・ルークプラパート               | 4R 2:23 KO（左肘打ち）                              | M-1 FAIRTEX ムエタイチャレンジ「RAORAK MUAY vol.3」                                                                   | 2011年9月11日  |
| ○    | カイチョン・シット・タームサブ               | 3R 1:53 KO（左ローキック）                          | REBELS.8 × IT'S SHOWTIME JAPAN countdown-1                                                                            | 2011年7月18日  |
| ○    | スワノーイ・エスジム                         | 5R終了 判定3-0                                      | REBELS.7 | 2011年4月24日  |
| ○    | 清川祐弥                                     | 3R終了 判定3-0                                      | REBELS.6 | 2011年1月23日  |
| ○    | コムパヤック・ウィラサクレック               | 5R終了 判定2-1                                      | M-1 FAIRTEX SINGHA BEERムエタイチャレンジ NAI KANOMTOMvol.4 【M-1フェザー級王座決定戦】                               | 2010年11月14日 |
| ○    | エッガラート                                 | 5R終了 判定3-0                                      | WBCムエタイ The Path to the World Champion WBCムエタイ世界王者への道 【WBCムエタイ日本スーパーバンタム級王座認定戦】  | 2010年9月26日  |
| ○    | 裕・センチャイジム                           | 5R終了 判定3-0                                      | REBELS.3 【WPMF日本スーパーバンタム級王者決定戦】                                                                     | 2010年7月19日  |
| ○    | ヨートンヨット・ゲットシリパット             | 2R TKO（右肘）                                      | スッグ・フェアテックス                                                                                                | 2010年5月8日   |
| ×    | ノラシン・ギャットプラサーンチャイ           | 5R終了 判定0-3                                      | REBELS.2 | 2010年3月21日  |
| ○    | ラジャサックレック・ソーワラピン             | 4R 0:49 TKO（ドクターストップ）                     | REBELS 【日泰5VS5マッチ先鋒戦】                                                                                       | 2010年1月23日  |
| ○    | 新人                                         | 2R 1:36 TKO（レフェリーストップ：右肘によるカット） | ニュージャパンキックボクシング連盟 「ROAD TO REAL KING 14」                                                           | 2009年11月28日 |
| ○    | ハリィ永田                                   | 3R終了 判定3-0                                      | Muay Thai Wave from YOKOHAMA 8                                                                                        | 2009年8月9日   |
| ○    | 美保裕介                                     | 1R 2:19 TKO（肘によるカット）                       | ニュージャパンキックボクシング連盟 「GO FOR BROKE 〜ROAD TO REAL KING Ⅲ〜」                                           | 2009年3月22日  |
| ○    | ミーチョーク・マノップガーンチャーン         | 2R KO                                               | スッグ・ダウルン・チューチャルン・UBC                                                                                 | 2008年12月21日 |
| ○    | 菅野貴章                                     | 2R 0:54 TKO（ドクターストップ：膝蹴りによる出血）   | J-NETWORK 「J-FIGHT in SHINJUKU 〜vol.5〜」                                                                           | 2008年9月7日   |
| ○    | 狼鐘闘                                       | 3R終了 判定3-0                                      | J-NETWORK 「J-FIGHT 21」                                                                                              | 2008年5月18日  |
| ○    | ヒロ                                         | 2R終了 判定3-0                                      | TRIBELATE vol.16 | 2008年2月21日  |
| ○    | ヒロアキ                                     | 3R終了 判定3-0                                      | M-1 FAIRTEX フレッシュマンズ in 大森                                                                                  | 2007年11月11日 |

### エキシビション
| 勝敗 | 対戦相手                       | 試合結果           | 大会名                 | 開催年月日     |
| ×    | ノンロス・バーンジャロンスック | 3R終了 判定0-3     | FMD 10YEAR ANNIVERSARY | 2024年6月30日  |
| △    | 平本蓮                         | 3分2R終了 判定なし | RIZIN.40               | 2022年12月31日 |
| △    | 山川賢誠                       | 2分2R終了 判定なし | BOUT 34                | 2018年10月28日 |
| △    | 城戸康裕                       | 2分2R終了 判定なし | Big Bang 17            | 2014年6月1日   |

## 獲得タイトル
- ラジャダムナン・スタジアム認定ライト級王座
- 第2代WBCムエタイ世界スーパーフェザー級王座
- 第2代WPMF世界スーパーフェザー級王座
- WBCムエタイ・インターナショナル・スーパーフェザー級王座
- 初代WPMF日本スーパーバンタム級王座
- 第2代WBCムエタイ日本スーパーバンタム級王座
- 第2代M-1フェザー級王座
- 初代BOMライト級王座

## 入場曲
- 「Salamander」 - ELLEGARDEN
- 「YAVAY！(輸出ver.)」 - hy4_4yh

RIZIN.40以降、RIZIN参戦時に本人歌唱にて入場。なお、本人は毎回「Salamander」の入場テープをスタッフに渡している。

### 試合映像
1. ↑  『【試合映像】皇治 vs. 梅野源治 / Kouzi vs. Genji Umeno - RIZIN.29』RIZIN公式YouTubeチャンネル、2021年。
2. ↑  『【試合映像】皇治 vs. 梅野源治 2 / Kouzi vs. Genji Umeno 2 - RIZIN.34』RIZIN公式YouTubeチャンネル、2022年。
3. ↑  『【試合映像】Full Fight | 梅野源治 vs. トレント・ガーダム / Genji Umeno vs. Trent Girdham - RIZIN.39』RIZIN公式YouTubeチャンネル、2022年。
4. ↑  『【試合映像】 平本蓮 vs. 梅野源治 / Ren Hiramoto vs. Genji Umeno - RIZIN.40』2022年。
5. ↑  『【試合映像】梅野源治 vs. 魚井フルスイング / Genji Umeno vs. Uoi Fullswing - RIZIN.47』RIZIN公式YouTubeチャンネル、2024年。
6. ↑  『世界の果てまで行ってRIZIN Vol.001 in タイ』RIZIN公式YouTubeチャンネル、2024年。

### 補足映像
1. ↑  『梅野源治 試合後インタビュー / 湘南美容クリニック presents RIZIN.34（※試合後、マスコミ相手に23分間も判定への不満を語り続ける梅野源治インタビュー）』RIZIN公式YouTubeチャンネル、2022年。
2. ↑  『【番組】RIZIN CONFESSIONS #116（※番組内で試合映像。平本蓮と梅野源治による試合振り返りドキュメンタリー番組）』2022年。
3. ↑  『【番組】RIZIN CONFESSIONS #127（※番組内で試合映像。梅野源治と鈴木宙樹による試合振り返りドキュメンタリー番組）』RIZIN公式YouTubeチャンネル、2023年。